# Stalix histrio
Stalix histrio är en fiskart som beskrevs av Jordan och John Otterbein Snyder 1902. Stalix histrio ingår i släktet Stalix och familjen Opistognathidae. Inga underarter finns listade i Catalogue of Life.